# Przybyszówka
Przybyszówka – część Rzeszowa, dzielnica niestanowiąca jednostki pomocniczej gminy, powstała z przyłączenia do miasta dawnej wsi Przybyszówka. Położona jest na zachodnich krańcach miasta. Pomimo ścisłych związków z i bliskiego sąsiedztwa Rzeszowa, pierwszy fragment wsi włączono do Rzeszowa 1 lutego 1977 (rejon ul. Dębickiej i część przedłużenia ul. Krakowskiej, po obecną ul. Ceramiczną). Po raz drugi obszar wsi o powierzchni około 7,7 km² i zamieszkany przez blisko 2000 osób włączono do miasta 1 stycznia 2007 r. Ostateczne przyłączenie reszty Przybyszówki do Rzeszowa nastąpiło 1 stycznia 2008 r.
W dzielnicy dominuje zabudowa jednorodzinna. W części południowej powstało osiedle niewielkich bloków wielorodzinnych, któremu Rada Miasta nadała imię Franciszka Kotuli. Osiedle jest ciągle rozbudowywane. Zabudowa jednorodzinna ulokowana jest m.in. przy ul. Krakowskiej, Ustrzyckiej, Dębickiej, Mieleckiej. Natomiast zabudowa blokowa to ulice: Krośnieńska, Dukielska, Krynicka, Nowosądecka, Kościelna, Św. Jana z Dukli.
Z Przybyszówką związany był jeden z dowódców oddziałów powstania styczniowego, mjr Władysław Szameyt, zmarły w niej w styczniu 1890 r. Z Przybyszówki pochodzi polski żużlowiec Eugeniusz Nazimek.
Przed wyborami parlamentarnymi z 1991 zarejestrowana została w Przybyszówce partia polityczna pod nazwą Narodowa Organizacja Rzeczypospolitej „Orzeł – Prawda – Wolność”, o orientacji prawdopodobnie skrajnie prawicowej.
Na osiedlu znajduje się cmentarz katolicki o powierzchni 2,78 ha, na którym w kaplicy funkcjonowała podczas II wojny światowej radiostacja.
Na Przybyszówce znajdują się następujące osiedla:
- os. Franciszka Kotuli
- os. Krakowska – Południe
- os. Przybyszówka